# Agrostis ghiesberghtii
Agrostis ghiesberghtii är en gräsart som beskrevs av Eugène Pierre Nicolas Fournier och William Botting Hemsley. Agrostis ghiesberghtii ingår i släktet ven, och familjen gräs. Inga underarter finns listade i Catalogue of Life.